# InMe
Gli InMe sono un gruppo alt-rock/metal inglese formatosi a Brentwood (Essex) nel 1996 con inizialmente il nome Drowned.

## Storia
Dave McPherson e Joe Morgan si conobbero all'età di 4/5 anni e insieme frequentarono le scuole primarie. Alle scuole secondarie non erano compagni, tuttavia mantennero l'amicizia e all'età di 12/13 anni decisero di formare una band e cominciarono a suonare insieme, provando in acustico alcune cover. Ben presto si sentì la necessità di un batterista. La scelta inevitabilmente ricadde su Simon Taylor, l'unico che possedesse una batteria tra i conoscenti di Dave e Joe. Simon fu ingaggiato tramite Greg, il fratello di Dave. Nacquero così i "Drowned", composti da Dave McPherson alla voce ed alla chitarra, Joe Morgan al basso e Simon Taylor alla batteria. Tra un concerto e l'altro avvenne un fatto fortunato: i Drowned stavano suonando in un locale chiamato Hope and Anchor a Islington e la stessa sera l'etichetta discografica Music for Nations era presente per assistere al concerto di un gruppo chiamato "Isn't". Vi fu una complicazione con la batteria di Simon che fece ritardare lo show di 10 minuti, motivo questo che permise ai rappresentanti dell'etichetta di assistere agli ultimi 2 brani dello show dei Drowned. Sei mesi più tardi il gruppo, che nel frattempo aveva cambiato nome in InMe per evitare problemi legali con la moltitudine di gruppi omonimi sparsi per il mondo, era sotto contratto.
Nel 2002 uscì "Underdose", il primo singolo degli InMe. Il brano entrò nella classifica dei singoli del Regno Unito al numero 66. A seguire furono pubblicati altri singoli: "Firefly" che entrò in classifica alla posizione 43, il più fortunato "Crushed Like Fruit" che fece il suo ingresso al numero 25 e "Neptune" che entrò alla posizione 46. L'album di debutto Overgrown Eden, pubblicato il 27 gennaio 2003 entrò direttamente alla posizione 15 della classifica degli album del Regno Unito.
Prima della realizzazione di White Butterfly, il loro secondo album, gli InMe lasciarono l'etichetta MFN per accasarsi con la V2 Records. White Butterfly venne realizzato il 20 giugno 2005 in due diverse edizioni nel Regno Unito: una standard ed una contenente due bonus tracks. L'album fu realizzato con la collaborazione in veste di produttore di Josh Abraham, noto per aver lavorato con band di importante spessore come i Korn. Da White Butterfly sono stati estratti diversi singoli, alcuni dei quali anticiparono la data d'uscita dell'album stesso. Nel 2004 infatti, prima di lasciare la MFN, gli InMe pubblicarono "Faster The Chase", brano che hanno incluso successivamente nel secondo album e che ha riscosso notevole successo. Sempre del 2004 è la pubblicazione di "Otherside", brano anch'esso contenuto in White Butterfly e disponibile esclusivamente per il download da Internet. Il primo singolo realizzato con la nuova etichetta discografica successivamente all'uscita dell'album e presente nei negozi, risulta essere quindi "7 Weeks". A seguire sono stati pubblicati "So You Know" (che ha raggiunto la posizione 33 nulla classifica del Regno Unito) e "White Butterfly/Safe In a Room", doppio singolo pubblicato il 19 dicembre 2005 con 5 tracce bonus dal vivo.
Il 18 luglio 2006 sul MySpace ufficiale della band, Dave fa un inatteso annuncio ufficiale: Joe Morgan non sarà più il bassista degli Inme, al suo post subentra Greg McPherson.

## Formazione
- Dave McPherson - voce/chitarra
- Joe Morgan - basso/cori (sostituito da Greg McPherson)
- Greg McPherson - basso/cori (subentrato a Joe Morgan)
- Simon Taylor - batteria

## Discografia

### Album in studio
- 2009 - Herald Moth
- 2003 - Overgrown Eden
- 2005 - White Butterfly
- 2007 - Daydream Anonymous

### Album live
- 2006 - Caught: White Butterfly

### Singoli
- 2002 - Underdose
- 2002 - Firefly
- 2003 - Crushed Like Fruit
- 2003 - Neptune
- 2004 - Faster The Chase
- 2004 - Otherside
- 2005 - 7 Weeks
- 2005 - So You Know
- 2005 - Safe In A Room/White Butterfly